# Spoorlijn aansluiting Flughafen Nordwest - aansluiting Porz-Wahn Süd
De spoorlijn aansluiting Flughafen Nordwest - aansluiting Porz-Wahn Süd is een Duitse spoorlijn en is als spoorlijn 2691 onder beheer van DB Netze. De lijn sluit de luchthaven Keulen-Bonn aan op de hogesnelheidslijn Keulen - Frankfurt. 

## Geschiedenis
Het traject werd door de Deutsche Bahn geopend op 13 juni 2004, samen met de aansluitende lijnen DB 2692, DB 2693 en DB 2694.

## Treindiensten
De Deutsche Bahn verzorgt het personenvervoer op dit traject met ICE en RE treinen.
| Serie      | Treinsoort                           | Route | Bijzonderheden |
| ---------- | ------------------------------------ | --- | --- |
| ICE 41     | InterCityExpress (DB Fernverkehr)    | [ Dortmund Hbf – Bochum Hbf – Essen Hbf – Duisburg Hbf – Düsseldorf Hbf – Köln Messe/Deutz – Siegburg/Bonn – Montabaur – Limburg Süd – Frankfurt (Main) Flughafen Fernbahnhof – Frankfurt (Main) Hbf – Aschaffenburg Hbf ] / [ Darmstadt Hbf – Frankfurt (Main) Hbf – Frankfurt (Main) Flughafen Fernbahnhof – Limburg Süd – Montabaur – Siegburg/Bonn – Köln Messe/Deutz – Düsseldorf Hbf – Duisburg Hbf – Essen Hbf – Bochum Hbf – Dortmund Hbf – Hamm (Westf) – Soest – Lippstadt – Paderborn Hbf – Altenbeken – Warburg (Westf) – Kassel-Wilhelmshöhe – Fulda ] – Würzburg Hbf – Nürnberg Hbf – München Hbf – Tutzing – Murnau – Oberau – Garmisch-Partenkirchen | Elk uur tussen Dortmund en München. Éénmaal per dag vanaf Darmstadt via Dortmund en Kassel naar München. Één trein op zaterdag door tot Garmisch-Partenkirchen. |
| ICE 42     | InterCityExpress (DB Fernverkehr)    | Münster (Westf) Hbf – Dortmund Hbf – Bochum Hbf – Essen Hbf – Duisburg Hbf – Düsseldorf Hbf – Köln Hbf – Siegburg/Bonn – Montabaur – Limburg Süd – Frankfurt (Main) Flughafen Fernbahnhof – Mannheim Hbf – Stuttgart Hbf – Ulm Hbf – Augsburg Hbf – München-Pasing – München Hbf | Eenmaal per twee uur tussen Dortmund en München. |
| 100 ICE 43 | Intercity-Express (NS International) | Amsterdam Centraal – Utrecht Centraal – Arnhem Centraal – Oberhausen Hbf – Duisburg Hbf – Düsseldorf Hbf ] / [ Hannover Hbf – Minden (Westf) – Herford – Bielefeld Hbf – Gütersloh Hbf – Hamm (Westf) – Hagen Hbf – Wuppertal Hbf ] – Köln Hbf – Siegburg/Bonn – Frankfurt (Main) Flughafen Fernbahnhof – Mannheim Hbf – Karlsruhe Hbf – Offenburg – Freiburg (Breisgau) Hbf – Basel Bad Bf – Basel SBB | Eén keer per dag tussen Amsterdam en Basel. |
| ICE 45     | InterCityExpress (DB Fernverkehr)    | Köln Hbf – Siegburg/Bonn – Montabaur – Limburg Süd – Wiesbaden Hbf – Mainz Hbf – Mannheim Hbf – Heidelberg Hbf – Wiesloch-Walldorf – Vaihingen (Enz) – Stuttgart Hbf | |
| ICE 47     | Intercity-Express (DB Fernverkehr)   | Dortmund Hbf – Bochum Hbf – Essen Hbf – Duisburg Hbf – Düsseldorf Hbf – Köln Messe/Deutz – Köln/Bonn Flughafen – Frankfurt (Main) Flughafen Fernbahnhof – Mannheim Hbf – Stuttgart Hbf – Ulm Hbf – Augsburg Hbf – München-Pasing – München Hbf | |
| RE 6 (RRX) | Regional-Express (National Express)  | Köln/Bonn Luchthaven – Köln Hbf – Neuss Hbf – Düsseldorf Hbf – Duisburg Hbf – Essen Hbf – Bochum Hbf – Dortmund Hbf – Hamm Hbf – Gütersloh Hbf – Bielefeld Hbf – Minden (Westf) | Rhein-Weser-Express |
| RE 8       | Regional-Express (DB Regio NRW)      | Mönchengladbach Hbf – Rheydt Hbf – Grevenbroich – Köln Hbf – Porz (Rhein) – Bonn-Beuel – Unkel – Koblenz Hbf | Rhein-Erft-Express |

### S-Bahn Rhein-Ruhr
Op het traject rijdt de S-Bahn Rhein-Ruhr de volgende routes:
| Serie | Treinsoort            | Route | Bijzonderheden                                                                                          |
| ----- | --------------------- | --- | --- |
| S 19  | S-Bahn (DB Regio NRW) | (Aachen Hbf – ) Düren – Horrem – Köln-Ehrenfeld – Köln Hbf – Köln/Bonn Luchthaven – Troisdorf – Siegburg/Bonn – Hennef (Sieg) – Eitorf – Au (Sieg) | Rijdt alleen twee keer per nacht tussen Aachen Hbf en Düren. Dienstregeling S19 geldig vanaf 10-12-2023 |

## Aansluitingen
In de volgende plaatsen is of was er een aansluiting op de volgende spoorlijnen:
aansluiting Flughafen Nordwest
DB 2651, spoorlijn tussen Keulen en Gießen
aansluiting Köln Frankfurter Straße
DB 2692, spoorlijn tussen de aansluiting Flughafen Nordost en de aansluiting Köln Frankfurter Straße
aansluiting Porz-Wahn Nord
DB 2693, spoorlijn tussen de aansluiting Porz-Wahn Nord en Porz-Wahn
DB 2694, spoorlijn tussen de aansluiting Porz-Wahn Nord en Porz-Wahn
aansluiting Porz-Wahn Süd
DB 2690, spoorlijn tussen Keulen en Frankfurt

## Elektrische tractie
Het traject werd bij aanleg geëlektrificeerd met een wisselspanning van 15.000 volt 16 2/3 Hz.